# 830

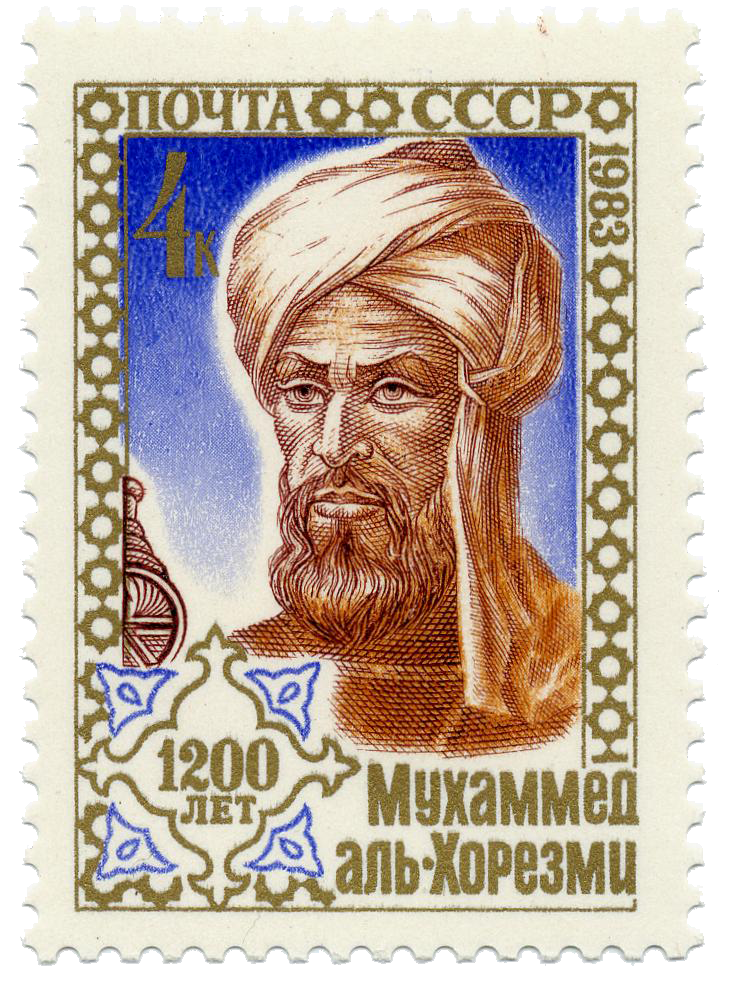
Postzegel van Al-Chwarizmi (1983)

Het jaar 830 is het 30e jaar in de 9e eeuw volgens de christelijke jaartelling.

## Gebeurtenissen

### Europa
- In het Frankische Rijk ontstaat een burgeroorlog; keizer Lodewijk I ("de Vrome") keert terug van een veldtocht in Bretagne en wordt in Compiègne door zijn zoons Lotharius I en Pepijn I gevangengenomen. Lodewijk wordt onder huisarrest geplaatst en zijn vrouw Judith wordt in Poitiers opgesloten in een gevangenis.
- Lodewijk I weet door een geheim overleg met zijn jongere zoons Pepijn I en Lodewijk de Duitser een wig te drijven in het bondgenootschap gesteund door Lotharius I. Hij belooft hen gebiedsuitbreiding. Op de vergadering van Nijmegen claimt Lodewijk zijn vrijheid en troon terug. Lotharius keert vernederd naar Italië terug.
- De Vikingen trekken verder Rusland binnen; ze varen oostelijk richting het Ladogameer en plunderen binnenwater-havens. (waarschijnlijke datum)

### Arabische Rijk
- Op Sicilië krijgt het Arabische invasieleger versterkingen (30.000 man) die vanuit Noord-Afrika en Al-Andalus (huidige Spanje) worden aangevoerd. Het lukt hen niet om Castrogiovanni (huidige Enna) in te nemen. Tijdens de belegering van de stad wordt de Byzantijnse admiraal en rebellenleider (usurpator) Euphemius gedood.
- Emir Ziyadat Allah I van Ifriqiya laat in Kairouan (huidige Tunesië) het Ad-Dimnah hospitaal bouwen. De Arabieren moeten zich op Sicilië vanwege een nieuwe pestepidemie terugtrekken naar Mazara del Vallo.
- Al-Chwarizmi, Arabische wetenschapper, schrijft zijn boek over het vakgebied algebra en de logische aanpak van het oplossen van lineaire en kwadratische vergelijking. (waarschijnlijke datum)

## Religie
- Nennius, Welshe monnik, schrijft het boekwerk de Historia Britonum aan het hof van koning Merfyn Frych van Gwynedd (huidige Wales).
- Ansgarius, Frankische missionaris, predikt het christendom in Birka (huidige Zweden).
- Eerste schriftelijke vermeldingen van Biasca en Torhout. (waarschijnlijke datum)

## Geboren
- Adalhard, Frankisch edelman (waarschijnlijke datum)
- Ermentrudis, Frankisch koningin (waarschijnlijke datum)
- Everhard Saxo, graaf van Hamaland (waarschijnlijke datum)
- Gurwent, koning van Bretagne (waarschijnlijke datum)
- Karel van Aquitanië, aartsbisschop van Mainz (of 825)
- Karloman van Beieren, Frankisch koning (waarschijnlijke datum)
- Kōkō, keizer van Japan (overleden 887)
- Mutimir, heerser (župan) van Servië (waarschijnlijke datum)
- Ordoño I, koning van Asturië (overleden 866)
- Rurik, grootvorst van Novgorod (waarschijnlijke datum)
- Udo, Frankisch edelman (waarschijnlijke datum)

## Overleden
- 'Abd al-Hamīd ibn Turk, Arabisch wiskundige (waarschijnlijke datum)
- Eardwulf, koning van Northumbria (waarschijnlijke datum)
- Euphemius, Byzantijns admiraal en usurpator